# Jaume Fuster i Guillemó
|  | Per a altres significats, vegeu «Jaume Fuster Alzina». |

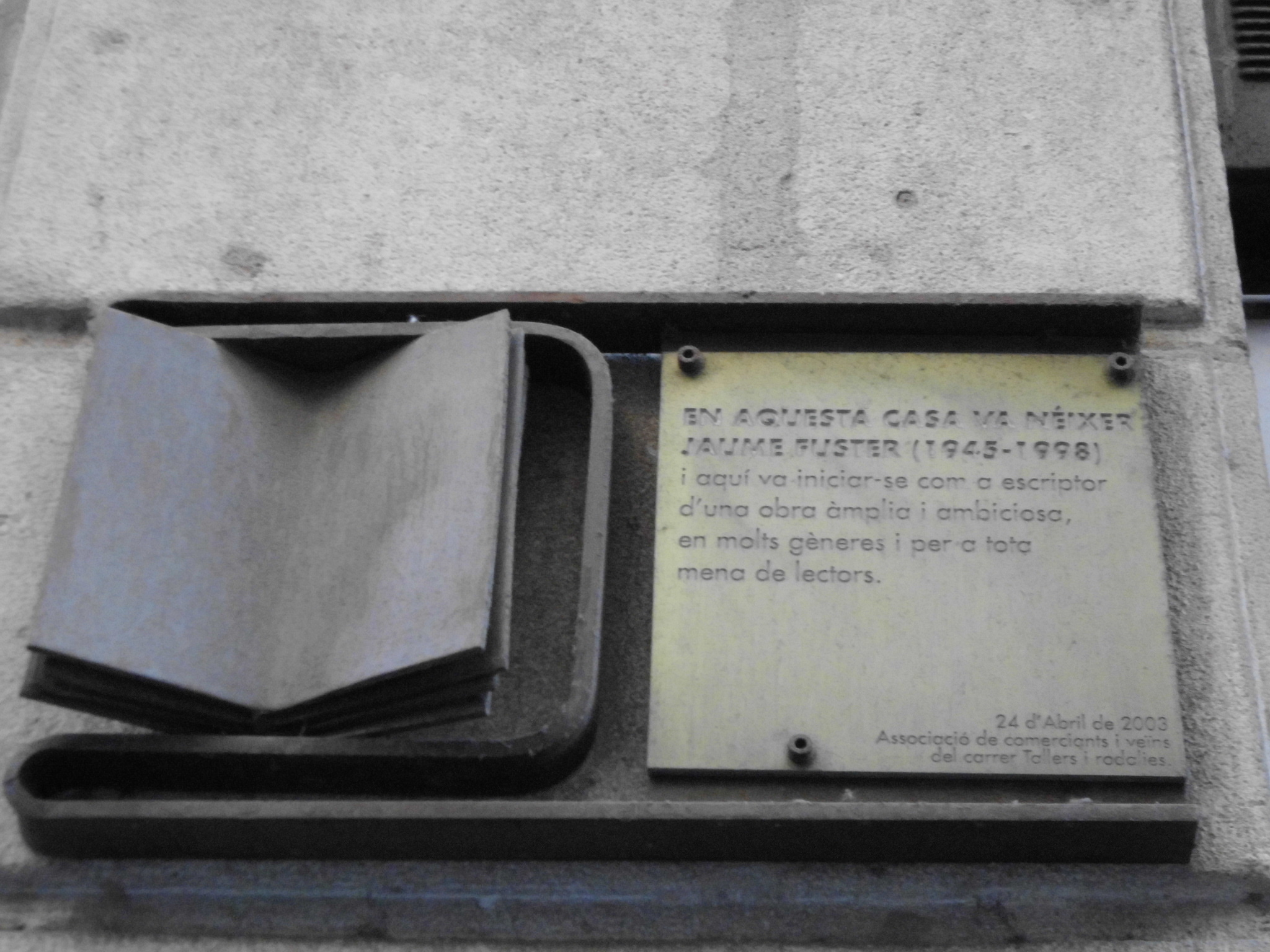
Placa commemorativa a la casa natal de Jaume Fuster, al carrer Tallers, 65.

Jaume Fuster i Guillemó (Barcelona, 17 de novembre de 1945 - l'Hospitalet de Llobregat, 31 de gener de 1998) va ser un escriptor, assagista i traductor català. Lligat a l'activisme cultural fou un del fundadors i president de l'Associació d'Escriptors en Llengua Catalana. Escriptor de l'anomenada generació dels setanta, membre del col·lectiu Ofèlia Dracs, autor de nombroses obres policíaques i negres, se situa com a pont entre la novel·lística de Manuel de Pedrolo i la de les generacions més joves. Ell és, per tant, qui fa possible la continuïtat del gènere.4

## Biografia
El 1966 comença a col·laborar amb Presència i un any més tard, publica Breu història del teatre català. El 1969, un cop acabat el servei militar a Mallorca, es casa amb l'escriptora Maria Antònia Oliver. El 1972 publica De mica en mica s'omple la pica, un dels grans best-sellers catalans, amb uns 200.000 exemplars venuts des de llavors. El 1975 va rebre el Premi Ciutat de Palma-Gabriel Maura de novel·la per Tarda, sessió contínua, 3,45 (també coneguda com a Collita de sang).
En els darrers anys del franquisme va ser un dels fundadors de l'Associació d'Escriptors en Llengua Catalana i en va integrar la Comissió Gestora. Més endavant en va esdevenir secretari (1978) i president (1995-1998). Juntament amb Xavier Romeu i Juvé i molts d'altres fou membre dels col·lectius d'escriptors Ofèlia Dracs (de novel·la eròtica), Trencavel (escriptors de l'Esquerra Independentista) i un dels fundadors de l'editorial La Magrana. Militant del Partit Socialista d'Alliberament Nacional (PSAN) en fou un dels principals dirigents a la dècada dels 1970.
Relacionat amb el seu aspecte literari, Jaume Fuster va organitzar la campanya «Català, llengua oficial» emmarcada dins del II Congrés de Cultura Catalana l'any 1977. «Fou membre d'una generació de lluitadors i intel·lectuals crítics, allunyats del conformisme i compromesos amb la realitat social i nacional dels Països Catalans, el que els va dur a participar del combat per a la llengua i la identitat catalana per assolir la plena normalitat nacional política i cultural».
A banda d'escriptor de novel·la policíaca, també excel·leix com a traductor del francès al català i castellà. El 1989 va rebre el Premi Crítica Serra d'Or de Literatura i Assaig per a la seva traducció del francès de la novel·la Bella del senyor, d'Albert Cohen.
El 1993 és guardonat amb el Premi Ramon Llull de novel·la per El Jardí de les palmeres, obra que tanca la trilogia d'espasa i bruixeria iniciada per L'illa de les Tres Taronges (1983). El desembre d'aquell mateix any serà escollit «Escriptor del mes». Aleshores va dir «si perdem el català, la humanitat haurà perdut una llengua i això no es pot permetre». El seu darrer llibre, La mort de Guillem, publicat 1996 tracta l'assassinat de Guillem Agulló i Salvador per militants de l'extrema dreta valenciana.
Àlex Martín Escribà ha dividit en cinc cicles el conjunt de la seva obra: el d'Enric Vidal, el de Lluís Arquer, el cicle d'homenatges i un darrer cicle de caràcter experimental. No podem oblidar que Fuster no es va dedicar únicament a la tasca creativa, sinó que va jugar el paper de figura global (divulgador, dinamitzador, estudiós, director de la prestigiosa col·lecció «La Negra» de La Magrana, etc.) dins de l'univers de les lletres catalanes de la segona meitat del segle xx. No debades Josep Maria Castellet va manifestar: «Jaume Fuster pensava sempre des del punt de vista de la literatura, és a dir, d'una manera cultural, cívica i global», és a dir, des de la posició de defensa de la llengua com a vehicle perfectament vàlid per a tota mena de textos i des de la voluntat d'innovar i experimentar noves i nombroses possibilitats. I en això Fuster no va fer altra cosa que recollir la torxa de la tasca iniciada pel seu mestre, Manuel de Pedrolo, al qual va estudiar i definir amb enorme admiració.
Mor el 31 de gener de 1998, a l'edat de 52 anys, a causa d'un càncer de pulmó detectat tot just aquell Nadal.